# ریچارد باروز
ریچارد باروز، (به انگلیسی: Richard Burrows) (زاده ۱۶ ژانویه ۱۹۴۶) کارآفرین، بازرگان و مدیر ارشد اجرایی ایرلندی است، که اکنون به‌عنوان رییس هیئت مدیره شرکت بریتیش آمریکن توباکو فعالیت می‌کند.